# Samgong-il samgong-i
Pour plus de détails, voir Fiche technique et Distribution.
Samgong-il samgong-i ou 301/302 (삼공일삼공이, ou Food Diet Sex Film) est un film de comédie dramatique sud-coréen, réalisé par Park Chul-soo en 1995.

## Synopsis
Deux femmes occupent deux appartements en vis-à-vis (301 et 302). La première est dingue de cuisine et n'arrête pas de concocter des petits plats, la seconde ne peut simplement pas avaler le moindre aliment. Un jour, cette dernière disparait sans laisser de traces.

## Fiche technique
- Titre : 301/302
- Titre original : 삼공일삼공이
- Titre anglais : Food Diet Sex Film
- Réalisation : Park Chul-soo
- Scénario : Lee Seo-goon
- Photographie : Lee Eung-il
- Direction artistique : Cho Yung-sam
- Langue : Coréen
- Pays d'origine : Corée du Sud
- Genre : Comédie dramatique
- Durée : 94 minutes

## Distribution
- Bang Eun-jin
- Hwang Shin-hye
- Choi Jae-yeong
- Park Cheol-ho
- Kim Choo-ryun